# Lola Ochoa Ribes
Lola Ochoa Ribes (València, 4 d'octubre de 1978) és una jugadora de tennis en cadira de rodes. Arran d'un accident quan tenia 14 anys va quedar paraplègica, i va dedicar-se al tennis en cadira de rodes. Ha representat a Espanya als Jocs Paralímpics d'estiu de 2004, Jocs Paralímpics d'estiu de 2008 i Jocs Paralímpics d'estiu de 2012, i els Campionats del Món de 2013. L'any 2013, estava al lloc 61è del rànquing mundial.

## Personal
Té un grau d'universitari en administració d'empreses. L'any 2004, vivia a València i treballava com a directora financera. En agost de 2012 va assistir a una conferència organitzada per Groupama Seguro a Madrid, un dels patrocinadors principals del Comité Paralímpic Espanyol als Jocs Paralímpics d'estiu de 2012. L'any 2013, estava treballant per a SabadellCAM.

## Tennis amb cadira de rodes
Ochoa va destacar en tennis amb cadira de rodes quan tenia 16 anys. Al principi va escollir el tennis perquè els seus pares hi estaven implicats a nivell aficionat. Després de l'accident, es va prendre l'esport més seriosament després de contactar amb la Federació Valenciana d'Esports Adaptats. Quan va començar, utilitzava la seua cadira de rodes cada dia per a jugar al tenis adaptat, però no tenia maniobrabilitat i no sempre va ser fàcil de manejar. Tot i que la situació ha millorat a causa de les millores realitzades en l'esport adaptat a Espanya, no té les mateixes facilitats d'accés que jugadores dels Estats Units, el Japó i els Països Baixos. Arribat l'any 2013, hi ha hagut una major acceptació i normalització de la idea que ella també pertany a la pista.
Ochoa ha format part de l'Avant club de tennis, i ha estat patrocinada per PlusUltra i Assegurança Groupama. És una jugadora dreta.
Al rànquing IWTF de finals de 1998, Ochoa era la 55ena en individual femení. Al rànquing final de 1999, era la 40ena en individual femení i 38ena en dobles. L'any 2000, al rànquing IWTF, era la 37ena en individual femení i 93ena en els dobles. Al mateix rànquing IWTF de 2002 estava 53ena en individual femení i en 2003 era la 29ena individual femení i 42ena en els dobles.
Ochoa competí als Jocs Paralímpics d'estiu de 2004 a Atenes. Va poder classificar-se per als Jocs gràcies als canvis en el procés de selecció. La classificació es va basar en el rànquing IWTF en comptes de segons les places disponibles en un nivell per país, i va haver de competir contra homes i dones per tindre un lloc a l'equip espanyol. La van eliminar en la competició individual en la ronda 32 contra la jugadora japonesa Chiyoko Ohmae amb un resultat de 2-6 i 1-6. Jugant amb Bàrbara Vidal en dobles, van perdre contra la parella Suïssa per 3-6 i 0-6. Després dels Jocs d'Atenes, es va dedicar més a fons a l'esport.
Ochoa va competir als Jocs Paralímpics d'Estiu de 2008. Va perdre davant Sharon Walraven dels Països Baixos en la ronda 32 per 2-6 i 1-6. Després dels Jocs de Pequín, va fer un breu descans a l'esport.
En 2010, fou operada al juny i al novembre del que li dificultava la capacitat per competir. Durant el 2011 va ser tercera al rànquing femení d'Espanya, i va acabar la temporada 2011 com a campiona femenina. En abril de 2012, estava la 14ena en el rànquing mundial individual de dones. En juny de 2012, estava la 17ena al rànquing mundial en dobles.
Va competir als Jocs Paralímpics d'estiu de 2012, i va perdre davant Kgothatso Montjane 7-5 i 6-2 en la ronda 32. Al temps, Montjane era desena al rànquing mundial.
Turquia va ser seu dels Campionats Mundials de 2013 on Ribes fou una de les cinc membres de l'equip espanyol. Previ a l'inici de la competició, estava segona al rànquing espanyol i 61ena internacionalment. En 2013, va obtenir 16 victòries individuals i 6 derrotes. Va guanyar 12 proves en dobles en 2013 i 6 derrotes. Des de desembre de 2013, ha guanyat 164 proves individuals i 87 pèrdues. En joc de dobles, ha obtingut 90 victòries i 72 derrotes.
L'any 2016 es va classificar per participar els Jocs Paralímpics d'estiu de 2016.